# Registracijske oznake za cestovna vozila u Italiji
Na registracijskim pločicama za cestovna vozila (samovoze, kamione, autobuse, radna vozila i strojeve, motorkotače) iz Italije postoje ove oznake:
- AG - Agrigento
- AL - Alessandria
- AN - Ancona
- AO - Valle d'Aosta
- AP - Ascoli Piceno
- AQ - L'Aquila
- AR - Arezzo
- AT - Asti
- AV - Avellino

- BA - Bari
- BG - Bergamo
- BI - Biella
- BL - Belluno
- BN - Benevento
- BO - Bologna
- BR - Brindisi
- BS - Brescia
- BT - Barletta-Andria-Trani (do 2009.)
- BZ - Bolzano (Južni Tirol)

- CA - Cagliari
- CB - Campobasso
- CE - Caserta
- CH - Chieti
- CI - Carbonia-Iglesias (od 2005.)
- CL - Caltanissetta
- CN - Cuneo
- CO - Como
- CR - Cremona
- CS - Cosenza
- CT - Catania
- CZ - Catanzaro

- EN - Enna

- FE - Ferrara
- FG - Foggia
- FI - Firenca
- FM - Fermo (do 2009.)
- FO - Forlì-Cesena
- FR - Frosinone

- GE - Genova
- GO - Gorica
- GR - Grosseto

- IM - Imperia
- IS - Isernia

- KR - Crotone

- LC - Lecco
- LE - Lecce
- LI - Livorno
- LO - Lodi
- LT - Latina
- LU - Lucca

- MB - Monza i Brianza (do 2009.)
- MC - Macerata
- MD - Medio Campidano (od 2005.) (Sanluri)
- ME - Messina
- MI - Milano
- MN - Mantova
- MO - Modena
- MS - Massa-Carrara
- MT - Matera

- NA - Napulj
- NO - Novara
- NU - Nuoro

- OG - Ogliastra (od 2005.) (Lanusei, Tortolì)
- OT - Olbia-Tempio (od 2005.)
- OR - Oristano

- PA - Palermo
- PC - Piacenza
- PD - Padova
- PE - Pescara
- PG - Perugia
- PI - Pisa
- PN - Pordenone
- PO - Prato
- PR - Parma
- PU - Pesaro i Urbino
- PT - Pistoia
- PV - Pavia
- PZ - Potenza

- RA - Ravenna
- RC - Reggio di Calabria
- RE - Reggio Emilia
- RG - Ragusa
- RI - Rieti
- RN - Rimini
- RO - Rovigo
- Roma - Rim, također i RM

- SA - Salerno
- SI - Siena
- SO - Sondrio
- SP - La Spezia
- SR - Siracusa
- SS - Sassari
- SV - Savona

- TA - Taranto
- TE - Teramo
- TN - Trento
- TO - Torino
- TP - Trapani
- TR - Terni
- TS - Trst
- TV - Trviž (Treviso)

- UD - Udine

- VA - Varese
- VB - Verbano-Cusio-Ossola
- VC - Vercelli
- VE - Venecija (Mletci)
- VI - Vicenza
- VR - Verona
- VT - Viterbo
- VV - Vibo Valentia